# Block Beuys
| Block Beuys (1970/2007) (externer Weblink) - Werkkomplex Joseph Beuys Hessisches Landesmuseum Darmstadt |
| --- |

Der Block Beuys ist eine sieben Räume umfassende Installation des deutschen Künstlers Joseph Beuys im Hessischen Landesmuseum in Darmstadt. Die Installation ist zugleich auch eine umfangreiche Sammlung von Plastiken, Arbeiten auf Papier und Relikten zahlreicher Aktionen. Das Museum besitzt mit dem „Block Beuys“ den weltweit größten zusammenhängenden Werkkomplex von Joseph Beuys. Der Künstler selbst installierte ihn 1970 mit Bedacht auf die physische und psychische Wirkung beim Besucher.

## Die Installation
In den Räumen befinden sich ungefähr 310 Werke aus der Zeit von 1949 bis 1972 – darunter zahlreiche für das Kunstverständnis des Künstlers bedeutende Objekte und Installationen wie „Grauballemann“ (1952), „Jungfrau“ (1961), „Szene aus der Hirschjagd“ (1961), „Stuhl mit Fett“ (1963), „FOND II“ (1968), „FOND III“ (1969). Filzobjekte aus den Jahren 1964–1967 dokumentieren die Bedeutung eines der Hauptmaterialien des Künstlers. Die 23 Vitrinen in drei Räumen bergen darüber hinaus Objekte aus ehemaligen Aktionen und zahlreiche Multiples von Joseph Beuys. Zeichnungen und Wasserfarbenblätter ergänzen die Sammlung.
Die zentrale Vitrine im Block Beuys ist „Auschwitz Demonstration“ (1956–1964), in der er 1968 mehrere Objekte u. a. aus früheren Aktionen zusammengefasst hat. Thema der Arbeit ist der Holocaust, den Beuys als „Katastrophe“ interpretierte. Die Vitrine war nach seinen Aussagen der „Versuch, eine Medizin aufzubereiten“, um zu erinnern „in einem positiven Gegenbilde, d. h. indem das wirklich aus der Welt geschafft wird beim Menschen. … Also insofern ist diese Auschwitz-Vitrine eigentlich ein Spielzeug. Ich maße mir nicht an, dass ich dadurch – durch diese Sachen – etwas wiedergegeben habe von dem Schrecklichen.“ Der Versuch der physischen Vernichtung der europäischen Jüdinnen und Juden durch die Nationalsozialisten – die Shoah – steht in seiner anthroposophischen Weltsicht für den geistigen Tiefpunkt des (westlichen) Materialismus.
1989 sorgte der Kauf der Sammlung durch das Land Hessen (mit finanzieller Förderung der Hessischen Kulturstiftung und der Kulturstiftung der Länder) im bürgerlichen Kulturbetrieb für großen medialen Wirbel und erneut eine aufgeregte Diskussion über den Sinn und die Wertschätzung des Beuysschen Werkes.

## Geschichte des Block Beuys
- 1967: In Darmstadt fand in der Galerie von Franz Dahlem die Aktion „Hauptstrom“ statt. Dabei lernte Joseph Beuys den Kunstsammler Karl Ströher (1890–1977) kennen. Im selben Jahr fand unter dem Titel „Parallelprozeß l“ im Städtischen Museum in Mönchengladbach eine von Beuys eingerichtete Ausstellung statt (13. September bis 29. Oktober 1967). Sie gilt als Retrospektive seiner Arbeit. Karl Ströher erwarb die gesamten Ausstellungsstücke. Ein besonderer Vertrag vom 23./25. Juni 1969 sichert dem Sammler das Vorkaufsrecht für weitere Arbeiten, und im Gegenzug verpflichtet er sich dazu, die erworbenen Werke öffentlich auszustellen (23. September 1967).
- 1968–1969:  Eine zweite große Ausstellung mit den Mönchengladbacher Werken fand im Stedelijk van Abbe-Museum in Eindhoven statt (22. März bis 5. Mai 1968). Joseph Beuys fügte eine größere Anzahl von Werken hinzu, die ebenfalls von Karl Ströher erworben wurden. Die „Sammlung 1968 Karl Ströher“, zu der auch andere Kunstwerke des 20. Jahrhunderts gehören, wurde u. a. in München, Hamburg, Berlin, Düsseldorf und Basel gezeigt. Joseph Beuys richtete diese an den verschiedenen Orten selber ein. Die Sammlung wurde um die in der Galerie Schmela in Düsseldorf von Beuys gezeigten Arbeiten noch einmal beträchtlich erweitert.
- 1970: Joseph Beuys richtete in den von ihm ausgewählten Räumen des Hessischen Landesmuseums Darmstadt seine Werke in einer geschlossenen Rauminstallation ein.
- 1979: Teile des „Block Beuys“ wurden für eine Beuys-Retrospektive an das Guggenheim Museum in New York ausgeliehen. Joseph Beuys überwachte den Abbau und den erneuten Aufbau im Hessischen Landesmuseum im Februar 1980.
- 1982: Die Sammlung Ströher wurde von den Erben verkauft. Der ebenfalls dazugehörende „Block Beuys“ wurde von einem „Freundeskreis“ – zu denen der Sammler Erich Marx und der Londoner Kunsthändler Anthony d’Offay gehörten – erworben. Die neuen Eigentümer akzeptierten die Bedingung, dass jedwelche Veränderung nur vom Künstler selbst – zumindest aber mit seinem ausdrücklichen Einverständnis – vorgenommen werden darf.
- 1984: Der jetzige Raum 1 wurde Joseph Beuys zur Erweiterung zur Verfügung gestellt. Er installierte dort die „Transsibirische Bahn“ und „LICHAMEN“, später auch „Das Ende des 20. Jahrhunderts“ (Juni 1984).
- 1986: „Das Ende des 20. Jahrhunderts“ wurde aus dem „Block Beuys“ entfernt. Joseph Beuys übergab die Installation 1985 kurz vor seinem Tod dem Wilhelm-Lehmbruck-Museum in Duisburg.[2]
- 1987: Der gesamte „Block Beuys“ sollte zu einer „Beuys-Ausstellung“ in den Martin-Gropius-Bau nach Berlin transportiert werden. Es wurden Initiativen gegründet, um die letzte intakte, eigenhändige Rauminstallation des 1986 verstorbenen Künstlers vor einer Zerstörung zu bewahren.
- 1988: Die Berliner Veranstalter der Schau verzichteten auf Werke aus Darmstadt. Zeitgleich zur Ausstellung in Berlin fand in Darmstadt eine Ausstellung mit dem Titel „Beuys und Warhol“ statt. Aus Protest „gegen die museale Verpuppung des Oeuvres von Joseph Beuys“ wurde im Martin-Gropius-Bau das Musikstück Sympathie für Piano und Pumpe uraufgeführt.
- 1989: Das Land Hessen erwarb den „Block Beuys“ mit Mitteln der Hessischen Kulturstiftung und der Kulturstiftung der Länder
- 2003: Es wurde eine Grundinstandsetzung und Erweiterung des Hessischen Landesmuseums Darmstadt geplant. Der Werkkomplex mit seiner sehr eigenen Atmosphäre, an der die ursprüngliche Wandbespannung einen entscheidenden Anteil hat, sollte davon betroffen sein.[3] In den Auslobungsunterlagen zum Architekturwettbewerb[4] wurden für die Gestaltung der Wandvorlagen und Bodenbeläge in den Räumen des „Block Beuys“ Änderungen angegeben. Diese sollten in Absprache mit dem Estate Beuys erfolgen („derzeitiger Protokollstand: geputzte Wände und Holzfußboden“). Nach Beuys’ Tod gibt es bis  zu diesem Zeitpunkt, abgesehen von der Herausnahme von „Das Ende des 20. Jahrhunderts“, nur kleine Veränderungen (Ersatz des Filzes von „Stelle“ durch andersartigen Filz, unachtsames Staubwischen in den Vitrinen, Wasserschaden an der Wandbespannung in Raum 3, Reparatur der Wandbespannung in verschiedenen Räumen)
- 2006: Aus dem Veranstaltungsprogramm 4. Quartal 2006: „Dem Museum stehen im kommenden Jahr umfangreiche Bau- und Sanierungsmaßnahmen bevor, die auch die räumliche Umbauung des ‚Block Beuys‘ betreffen.“[5]
- 2007: Das Museum war ab dem 30. September und bis September 2014 für eine umfangreiche Sanierung geschlossen.[6]
- 2008: Die Aspekte der Sanierung des „Block Beuys“ wurden bei einem vom Hessischen Landesmuseum Darmstadt veranstalteten öffentlichen Symposium vom 17. bis 19. April 2008 erörtert.[7]
- 2014: Wiedereröffnung nach abgeschlossener Sanierung; im Rahmen der Baumaßnahmen wurde die originale Wandbespannung aus Jute in allen Räumen restlos entfernt und durch weiß gestrichene Wände ersetzt. In den Räumen 1 und 2 wurde zusätzlich eine dünne Wandschale vorgebaut, die die vorherige Raumkubatur mit den auf Holzrahmen montierten Jutebahnen aufgreift. Beim ebenfalls weitgehend erneuerten Bodenbelag wurde dagegen die ursprüngliche Materialität mit hellgrauem Teppichboden beibehalten. Aus konservatorischen Gründen wird das Objekt „Szene aus der Hirschjagd“ in Raum 2 seit der Neueröffnung durch eine objekthohe Glasvitrine geschützt, während die bisher in den Räumen 3 bis 5 installierten Originalgraphiken von Beuys durch Reproduktionen ersetzt wurden.
- 2020: Anlässlich des 50. Jubiläums des „Block Beuys“ thematisiert das Hessische Landesmuseum Darmstadt vom 14. Februar 2020 bis zum 24. Mai 2020 in der Sonderausstellung „Kraftwerk Block Beuys“ die Geschichte des „Block Beuys“ sowie die Aktionen, in denen die heute dort gezeigten Aktionsobjekte verwendet wurden.[8]